# رابط منطقی
در منطق، دو جمله (چه در زبانی صوری و چه زبانی طبیعی) ممکن است به وسیلهٔ ادات منطقی به هم وصل شوند تا یک جملهٔ مرکب بسازند. ارزش راستی این ترکیب منحصراً از روی ارزش راستی جملات ساده‌تر مشخص می‌شود. به این ترتیب ادات منطقی تابعی را نشان می‌دهند که در صورتی که ارزش جمله مرکب یک ارزش راستی باشد، آن را یک تابع راستی می‌نامند و ادات منطقی را یک «ادات تابع راستی» خواهند خواند.
تابع راستی عطف، فصل و التزام را شامل می‌شود.
|  |  |  |

## در گفتار
در زبان، دو جمله به وسیلهٔ حرف‌های ربط به هم می پیوندند و جملات مرکبی به وجود می آورند که الزاماً معنا و مقدار صحیح ندارند. برای نمونه به مثال زیر توجه کنید:

"علی از تپه بالا رفت"

"سینا از تپه بالا رفت"

"علی از تپه بالا رفت و سینا از تپه بالا رفت"

"علی از تپه بالا رفت همینطور سینا از تپه بالا رفت."

از ترکیب جملات اول و دوم جملات مرکب سوم و چهارم ایجاد شده‌اند. درستی جملهٔ سوم به درستی جملات اول و دوم وابسته است اما جمله چهارم الزاماً برای درستی به جمله‌های اول و دوم وابسته نیست. در جمله چهارم می‌توان گفت که سینا برای عکاسی به بالای تپه رفته نه بخاطر اینکه علی از تپه بالا رفته است.